# Цайхер, Василий
Василий Цайхер (нем. Vasilij Zeiher, род. 18 июля 1971, Каинары, Каушанский район) — немецкий борец вольного стиля. Участник летних Олимпийских игр 2000 года.

## Биография
Василий Цайхер родился 18 июля 1971 года в городе Каинары Каушанского района Молдавской ССР (сейчас в Приднестровье).
Выступал в соревнованиях по борьбе за немецкие клубы «Шорндорф», «Шифферштадт», «Йоханнис» из Нюрнберга и «Люквальде». Тренировался под началом Рейнхарда Цайхера. Участвовал в турнирах с 1984 года. Дважды выигрывал чемпионат Германии (1998, 2003), два раза завоёвывал серебро (1999, 2002).
Четырежды участвовал в чемпионатах мира: в 1998 году в Тегеране занял 7-е место, в 1999 году в Анкаре — 9-е, в 2002 году в Тегеране — 19-е, в 2003 году в Нью-Йорке — 17-е.
Трижды выступал на чемпионатах Европы: в 1998 году в Братиславе занял 6-е место, в 1999 году в Минске — 9-е, в 2003 году в Риге — 7-е.
В 2000 году вошёл в состав сборной Германии на летних Олимпийских играх в Сиднее. В весовой категории до 54 кг в группе 1/8 финала проиграл Маулену Мамырову из Казахстана — 1:8 и Адхаму Ахилову из Узбекистана — 2:9, выбыв из розыгрыша.
Самым крупным международным достижением Цайхера стала бронзовая медаль в весовой категории до 55 кг в Кубке мира 2003 года в Бойсе. В 1998 году в Стиллуотере он занял 5-е место, в 1999 году в Спокане — 4-е, в 2002 году в Спокане — 6-е.
По профессии военнослужащий.